# Zagorje ob Savi

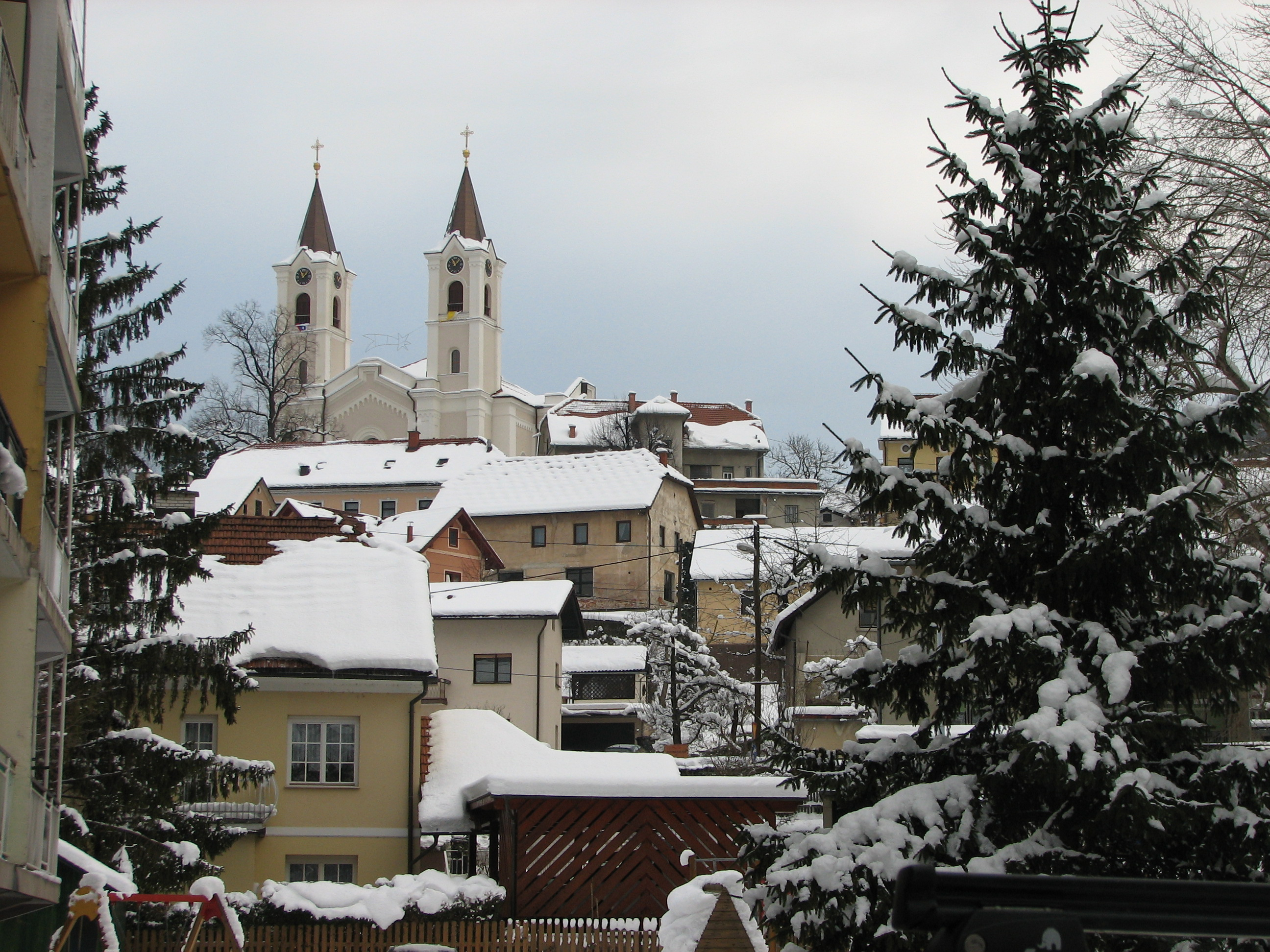
Stadt Zagorje

Die Stadt Zagorje ob Savi hörenⓘ (deutsch Sagor, Seger an der Sau) ist der Hauptort der aus 73 Ortschaften und Siedlungen bestehenden Gemeinde Zagorje ob Savi in der Landschaft Zasavje in der Mitte Sloweniens. Der Ort liegt im Tal der Save, östlich von Ljubljana.

## Sehenswürdigkeiten und Aktivitäten
- Wallfahrtskirche und Berg Zasavska Sveta Gora
- Wanderungen und Radtouren[3]

## Söhne und Töchter
- Paul Langer (1876–1953), deutscher Maschinenbauingenieur und Konstrukteur
- Primož Roglič (* 1989), Radrennfahrer